# The Hand at the Window
Pour plus de détails, voir Fiche technique et Distribution.
The Hand at the Window est un film américain réalisé par Raymond B. Wells, sorti en 1918.

## Synopsis
Lorsque l'inspecteur de la police de New York arrête le faussaire Tony Brachieri lors de son mariage, ce dernier jure de se venger si jamais le policier se marie. Moran rencontre la mystérieuse Laura Bowers, mais n'envisage de l'épouser que lorsqu'il apprend que Brachieri a été tué lors d'une tentative d'évasion. Peu après l'emménagement des jeunes mariés, Roderick Moran est blessé grièvement par un coup de feu tiré à travers la fenêtre. La police est surprise lorsqu'elle découvre que la seule empreinte retrouvée est celle de Tony. Lorsque Roderick sort de l'hôpital, il apprend que sa femme était en fait membre des services secrets et qu'elle a attrapé le coupable : Calabrian Kid, la femme que Tony Brachieri était en train d'épouser lors de son arrestation. 

## Fiche technique
- Titre original : The Hand at the Window
- Réalisation : Raymond B. Wells
- Scénario : John A. Moroso (en), d'après sa nouvelle In the Spring
- Photographie : Gus Peterson
- Société de production : Triangle Film Corporation
- Société de distribution : Triangle Distributing Corporation
- Pays d'origine :  États-Unis
- Langue originale : anglais
- Format : noir et blanc — 35 mm — 1,37:1 — Film muet
- Genre : Film policier
- Durée : 50 minutes (5 bobines)
- Dates de sortie :  États-Unis : 21 avril 1918
- Licence : Domaine public

## Distribution
- Joe King : Roderick Moran
- Margery Wilson : Laura Bowers
- Francis McDonald : Tony Brachieri
- Irene Hunt : Calabrian Kid
- Aaron Edwards : O'Brien
- Arthur Millett : l'inspecteur